# Boole (Mondkrater)
Boole ist ein Einschlagkrater auf der Mondvorderseite, am nordwestlichen Rand der Mondscheibe.
Der Krater ist nur von der Seite sichtbar, die Sichtbarkeitsbedingungen hängen von der Libration ab. Er liegt zwischen den größeren Kratern Xenophanes und Volta im Süden und Brianchon im Norden. In der näheren Umgebung finden sich Paneth in westlicher und Cremona in nordnordwestlicher Richtung. Westlich von Boole erstreckt sich eine kurze Kraterkette.
Der Krater ist sehr alt, seine Entstehungszeit wird der pränektarischen Periode zugerechnet.
Boole hat neun Nebenkrater:
| Buchstabe | Position           | Durchmesser | Link |
| --------- | ------------------ | ----------- | ---- |
| A         | 63,42° N, 80,57° W | 56 km       |      |
| B         | 63,6° N, 77,7° W   | 9 km        |      |
| C         | 65,37° N, 82,47° W | 17 km       |      |
| D         | 64,01° N, 83,38° W | 11 km       |      |
| E         | 62,84° N, 84,66° W | 16 km       |      |
| F         | 64,1° N, 79,41° W  | 33 km       |      |
| G         | 65,27° N, 90,68° W | 40 km       |      |
| H         | 61,73° N, 88,83° W | 82 km       |      |
| R         | 64,39° N, 78,25° W | 14 km       |      |

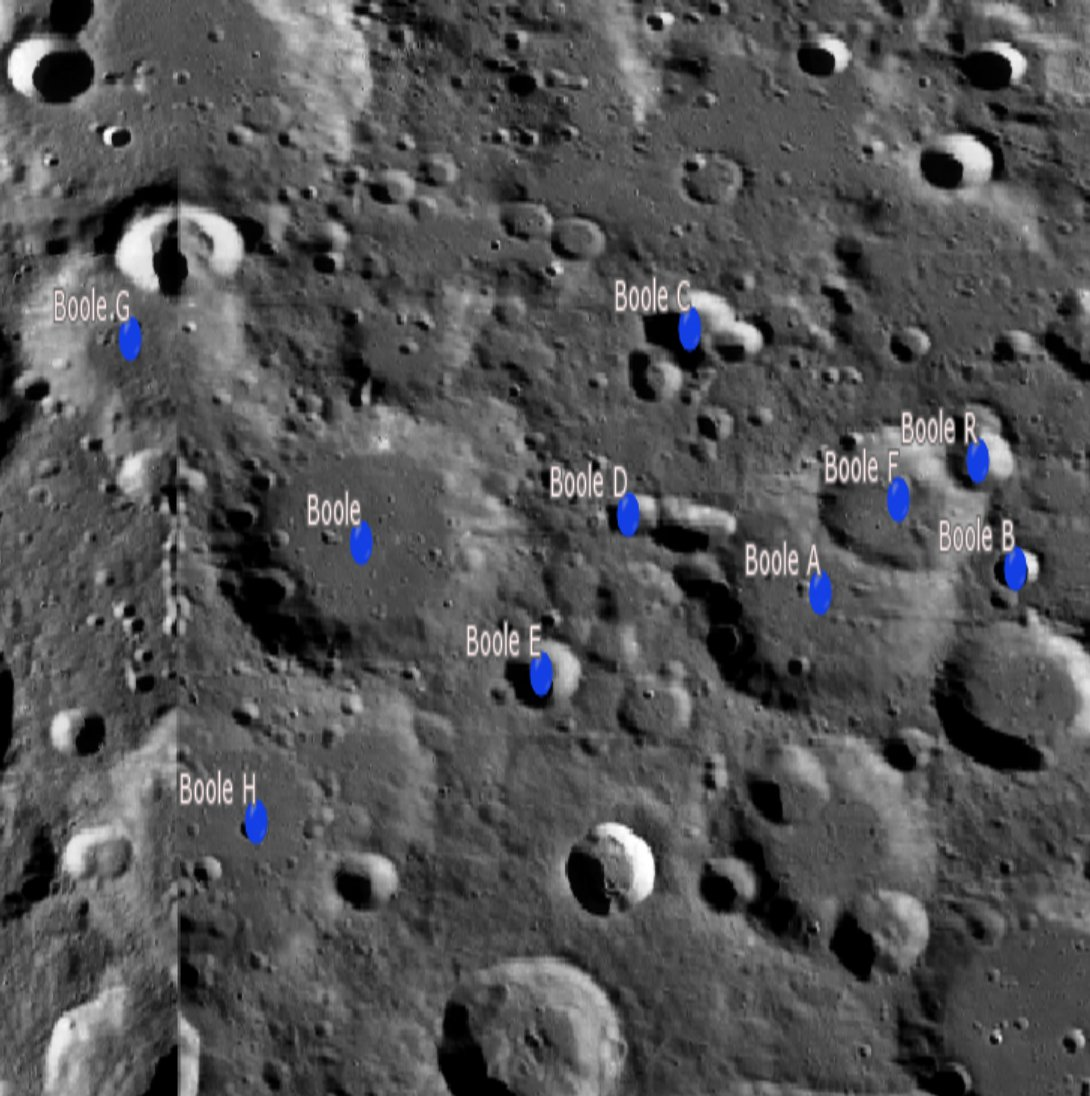
Boole mit seinen Nebenkratern

Der Krater wurde 1964 von der IAU offiziell nach dem englischen Mathematiker George Boole benannt.